# Ребетика

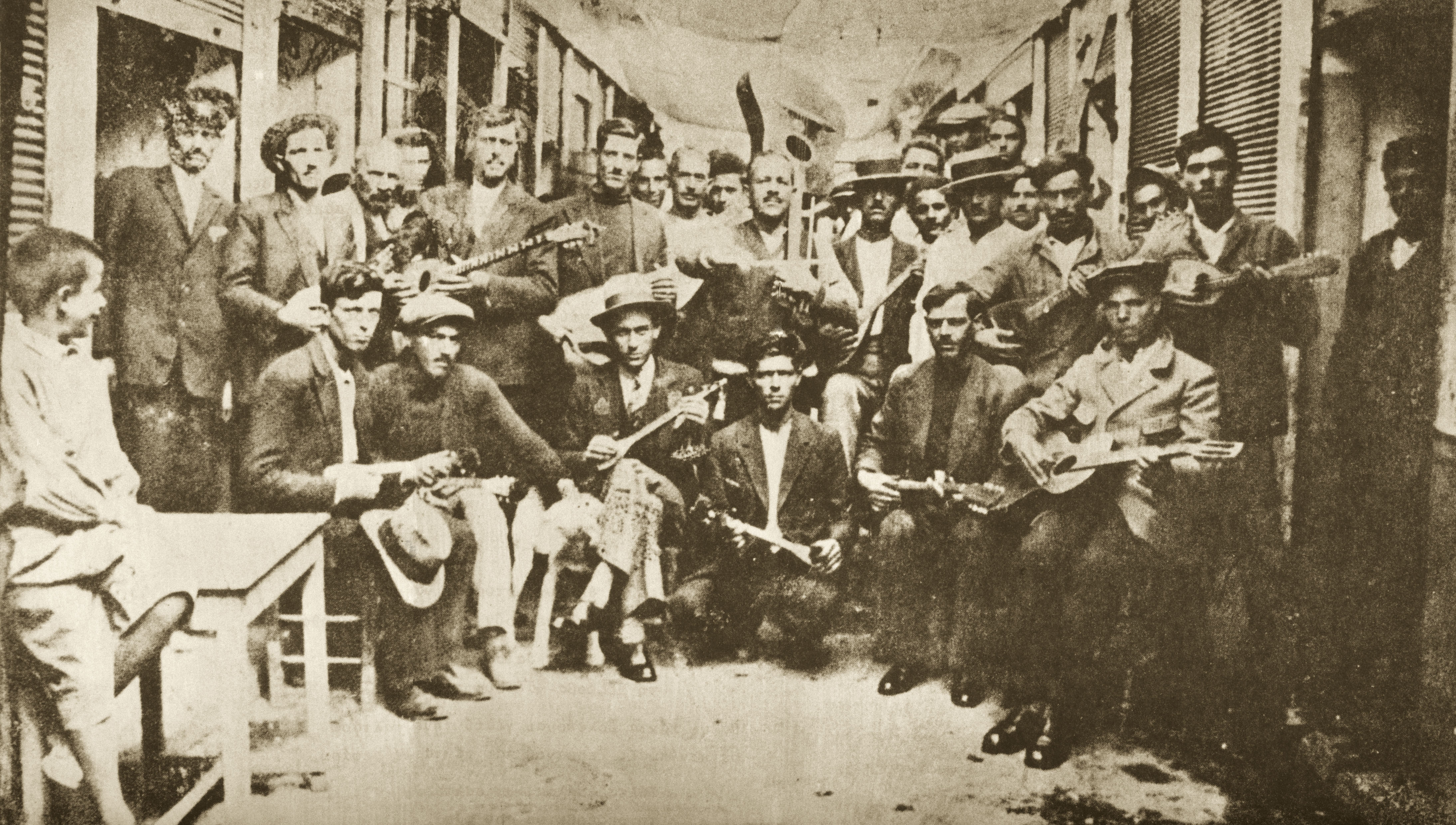
Исполнители ребетики, 1933 год

Ребе́тика (греч. ρεμπέτικα; также рембетика, ремпетика) — стиль городской авторской песни, популярный в Греции в 1920-е — 1930-е годы. Возник в результате слияния фольклора ребетов (греческих «блатных») с музыкой репатриантов из Малой Азии. Песни исполнялись под аккомпанемент струнных щипковых инструментов бузуки и багламас в закрытых помещениях. Чаще всего их можно было услышать в теке — специализированных кофейнях, в которых курили гашиш. Язык большинства текстов ребетики — криминальное арго 1920-х годов, включавшее в себя много турецких слов. Сюжеты песен обычно были связаны с воровской жизнью; гашиш играл в них примерно ту же роль, что алкогольные напитки в русском «блатняке». Традиционное пластическое сопровождение ребетики — танец зейбекикос, исполняемый на небольшой площадке, иногда не превышающей квадратного метра.
С самого своего зарождения ребетика считалась «упадочной музыкой», и её распространение не выходило за пределы теке. После установления диктатуры Метаксаса, 4 августа 1936 года, многие авторы и исполнители ребетики подверглись репрессиям. В послевоенные годы власти также делали всё возможное, чтобы вычеркнуть ребетику из истории греческой музыки. Знаменитый исследователь, собиратель и комментатор ребетики Илиас Петропулос в конце 1960-х годов был посажен в тюрьму за издание книги «Ребетология», а впоследствии эмигрировал в Западную Европу.
В настоящее время греческая культурная общественность пришла к осознанию ценности ребетики и пытается возродить её исполнение. Однако в данном случае речь идёт скорее об архивных реконструкциях, чем о сочинении новых песен в этом стиле.
В 2017 году ребетика была внесена в список нематериального культурного наследия ЮНЕСКО.